# آنیتا وارد
آنیتا وارد (انگلیسی: Anita Ward؛ زادهٔ ۲۰ دسامبر ۱۹۵۷) یک موسیقی‌دان اهل ایالات متحده آمریکا است. وی از سال ۱۹۷۹ میلادی تاکنون مشغول فعالیت بوده است.